# Mbombela Stadium
Mbombela Stadium je víceúčelový stadion v Mbombele v Jihoafrické republice, sloužící zejména pro fotbal a ragby. Pojme 40 929 diváků. Kromě toho stadion slouží jako kulturní zařízení s možností pořádání koncertů a proto je využíván při koncertních turné mnoha zpěváků a hudebníků. Stadion je domovem ragbyového týmů Pumas.
Jde o jeden z pěti nových stadionů, které byly postaveny pro Mistrovství světa ve fotbale 2010. Stavba stadionu byla zahájena v prosinci 2006 a její stavební náklady činily 1,2 miliardy randů (přibližně 113,5 milionu EUR). Slavnostně byl otevřen 16. května 2010 přátelským zápasem mezi Jihoafrickou republikou a Thajskem. Mezi architektonické prvky patří 18 nosných sloupů ve tvaru žiraf a barevně rozmístěná sedadla evokující zbarvení zebry. V interiéru lze navíc vidět typické regionální stromy. Tyto rysy by měly zdůraznit „spojení s divočinou“, protože se stadion nachází v blízkosti Krugerůva národního parku. Po Mistrovství světa ve fotbale 2010 se zde odehrály zápasy Afrického poháru národů 2013.